# 武惕予
武惕予（1894年—1989年），男，江西黎川人，中华民国、中华人民共和国政治人物，曾任江西省政协副主席，第三、四、五、六届全国政协委员。